# 1431 Luanda
1431 Luanda este un asteroid din centura principală, descoperit pe 29 iulie 1937, de Cyril Jackson.